# Кудка
Кудка или Кутка (рус. Кудка, Кутка) река је на западу европског дела Руске Федерације. Протиче преко централних делова Псковске области, односно преко територија Опочког и Пушкиногорског рејона. Десна је притока реке Великаје у коју се улива на 199. километру њеног тока узводно од ушћа, те део басена реке Нарве, односно Финског залива Балтичког мора.
Свој ток започиње као отока маленог језера Кудо. Њена најважнија притока је река Изгошка. Укупна дужина водотока је 55 km, док је површина сливног подручја око 490 km².